# 大桃りさ
大桃 りさ（おおもも りさ、1992年8月23日 - ）は、日本のAV女優。バンビプロモーション所属。
趣味は料理、買い物、旅行。

## 略歴・人物
2013年にAVデビュー。身長が143cmと小柄なロリ系AV女優である。

## 出演作品

### アダルトDVD
2013年
- 純粋な少女が快楽を覚えて性的に成長し、自身がそれに戸惑う葛藤（2月13日、DOC）
- しろ〜と(;´瓜｀)￥まん娘 仮名)桃井りさ・??歳 no.005 （2月21日、MAGIC）
- 痴漢された快感を忘れられずそのスリルをもう一度味わう為、ワザと混雑するバスに乗り込む 痴漢待ち娘（3月1日、DOC）他出演:桜瀬奈、相沢恋
- 続・素人娘、お貸しします。 VOL.66（3月22日、プレステージ）
- 肉壷堕ち ダンス部 りさ（3月26日、ラマ）
- わたしこれから、大勢に中出しされます（4月2日、プレステージ）
- 素人隙まん娘 vol.9（4月2日、MAGIC）
- おしおきされてイキまくるドジっ娘メイド（4月25日、サムシング）
- Pure Moe Mix 14（4月25日、日本コンテンツ流通）
- JC援交 幼蕾はオヤジのおもちゃ（4月30日、JUMP）
- 愛娘近親夜這い生中出し ●父に汚された3人の娘たち（5月3日、グレイズ）他出演:成宮ルリ、西園寺れお
- ロリ専科 キミだけに語りかけ! ロリっ娘20人!オマ●コぴちゃぴちゃ指入れ自画撮りオナニー 4時間DX vol.06（5月17日、グレイズ）他出演:成宮ルリ、夏目優希、吉見りいな、一ノ瀬アメリ、綾瀬ルナ、穂積ゆうり、小橋咲、紡木かよ、相沢恋、河西ちなみ、安達柚奈、有村まゆか、佐月麻央、吉川いと、藤美るか、荻原くるみ、中川アンナ、長谷川ゆり、小倉さとみ
- 初百合天然少女ドキュメント VOLUME.02（5月17日、LILY）共演:愛代さやか
- 143cm低身長パイパン少女 どろどろバズーカ精子を幼い顔に大量放出 初めてのぶっかけ（5月24日、First Star）
- 小○生のようなミニロリレイヤーに生中出し（5月25日、CMP）
- 私が仕えたご主人様は足フェチでした（6月1日、プラネットプラス）他出演:大城かえで
- おもちゃの国の無垢無垢三姉妹（6月6日、サディスティックヴィレッジ）共演:雪野りこ、安達柚奈
- みるスク 未○年×パイパン×生姦。（6月7日、みるきぃぷりん♪）
- 毛の無い少女に中出し 7（6月15日、ケー・トライブ）
- つい先日まで綿パンを履いていた妹がTバックに…。見てしまった俺は、思わずフル勃起。妹にも見られて最悪だと思いきや、妹がヨダレを垂らしながら美味しそうにチ○ポに喰らいついてきてしまった件（6月21日、NON）他出演:瀧川花音、持田美琴、蒼乃ミク、水澤まお、柳瀬ミリヤ
- ロリ専科 美少女愛好家の生ハメ中出しパイパン調教 美少女愛玩具（7月5日、グレイズ）
- 感じすぎる女の子たちのブルマの染み（7月5日、AFRO FILM）他出演:綾見ひかる、朝比奈みくる、愛代さやか
- 羞恥! 「はい、大陰唇開いて」憧れの医大生に捧げられた私… 臨床研修の被検体で全裸にさせられる看護学生!（7月6日、サディスティックヴィレッジ）共演:雪野りこ、安達柚奈
- ラブレズ ベロキス（7月7日、みるきぃぷりん♪）共演:麻宮玲  他出演:朝倉ことみ、愛代さやか、森川ななせ、穂積ゆうり、結月小春、このは、北川瞳、羽田桃子、有村千佳、青木美空、村西まりな、梅咲ほの香、舞咲みくに、椎名みゆ
- めいっ子倶楽部 ♯7（7月15日、ケー・トライブ）
- 女子校生15人オマ○コ指入れぴちゃぴちゃ自画撮りオナニー vol.12（7月15日、プリモ）他出演:鈴村みゆう、牧瀬ひかり、原千草、山下優衣、笹宮あずさ、新里やこ、五十嵐純子、田村優衣、向井百合子、元山はるか ほか
- テラちんぽ パイパン×ぶっかけ×黒人解禁（7月19日、みるきぃぷりん♪）
- まだ身長が140cmぐらいしかないチビっ子のくせにエッチな事に興味津々でスケベな妄想ばかりしてる発育途中の僕の妹 りさちゃん（7月30日、JUMP）
- SEXに興味を持ち始めた美少女をプロの男優が時間を掛けて開発すると共にジットリと汗ばむ小さなカラダと初めて知るカイカンを超高画質で撮影した。（8月2日、NON）他出演:天音こころ
- 寝込みイタズラをしてたら、逆に発情しだした妹たちに無理やり挿入させられちゃった僕の近親チ○ポ（8月8日、東京ティンティン+）共演:松下ひかり、桜沢ことみ
- ロリ専科 ロリ風俗店中出しさせてくれる美少女たち（9月6日、グレイズ）他出演:葵こはる、弓束ちはや、野口まりや、有本紗世、相葉ななえ
- 飲精パイパン少女 式田ももな（9月25日、豊彦企画）※「式田ももな」名義
- 眠剤昏睡 女子校生を思うがままに… パイパンワレメを自由自在に…それはまさに神気分！！ 完全投稿作品（9月20日、サルトル映像出版）
- 極小緊縛パイパンロ●ータ3人組 中出し孕ませ凌辱大輪姦（9月27日、Fist Star）共演:雪野りこ、大原友美
- 銭湯に迷い込んだくっきり日焼けの天使たち。（10月1日、ミニマム）
- 衝撃スクープ撮！両手骨折している若い入院患者の朝の検温時に朝立ちフル勃起チンポを目撃した年上お姉さん看護婦は興奮し欲情する。（10月13日、カルマ）他出演:秋月夕奈、中居ちはる、愛代さやか、南のりか、安達まどか ほか
- 昨年度まで女子高だった高校に入学したら男子生徒は僕たった1人… 無理やり入れられた美術部で全裸でモデルをさせられる。（10月13日、カルマ）他出演:中居ちはる、安達まどか、南のりか、秋月夕奈、愛代さやか ほか
- 小粒パイパンロリ姫達のソープマット大特訓。（10月13日、オレンジ）他出演:雪野りこ、大原ゆみ
- 近親相姦逆相姦（10月24日、V＆Rプロダクツ）他出演:小早川怜子
- 小○生 大桃りさ 4時間（12月27日、I.B.WORKS）

### DVD
- ファイティングガールズ9　キャットファイト&イメージ大桃りさvs雨宮留菜 (2013年12月20日、BATTLE)